# Roigheim

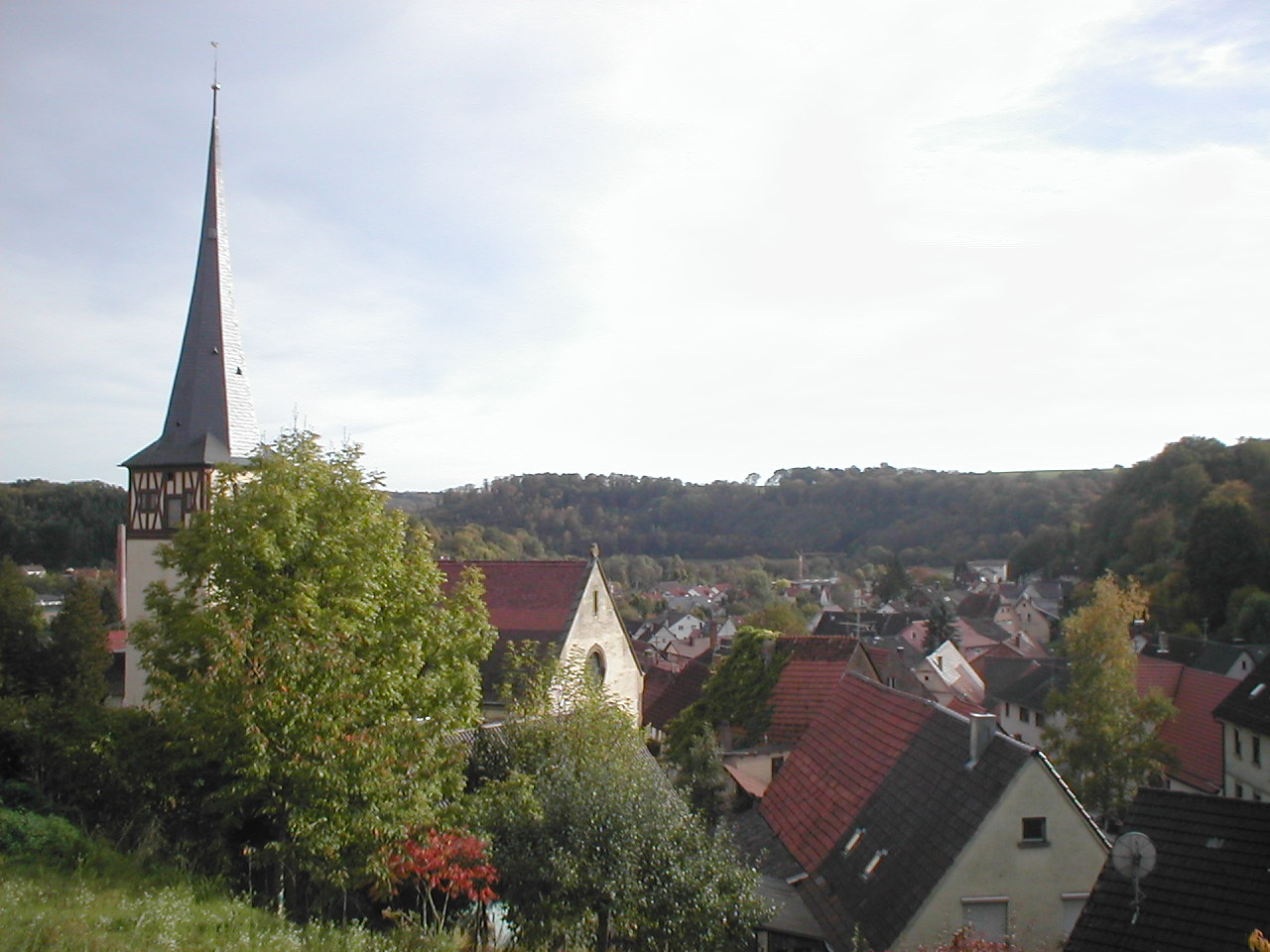
Blick vom Kirchberg über die Ortsmitte von Roigheim

Roigheim [Aussprache ˈrɔʏ̯khaɪ̯m ⓘ] ist eine Gemeinde im Landkreis Heilbronn, im fränkisch geprägten Nordosten von Baden-Württemberg. Sie gehört zur Region Heilbronn-Franken (bis 20. Mai 2003 Region Franken).

## Geographie

### Geographische Lage
Roigheim liegt im äußersten Norden des Landkreises Heilbronn an der Seckach, einem Nebenfluss der Jagst. Es liegt am Übergang vom Bauland zu den Kocher-Jagst-Ebenen.

### Nachbargemeinden
Nachbarstädte und -gemeinden Roigheims sind (im Uhrzeigersinn, beginnend im Süden): Möckmühl (Landkreis Heilbronn), Billigheim, Schefflenz und Adelsheim (alle Neckar-Odenwald-Kreis). Mit Möckmühl, Jagsthausen und Widdern ist Roigheim eine Vereinbarte Verwaltungsgemeinschaft eingegangen.

### Gemeindegliederung
Zu Roigheim gehören noch die Ortsteile Hofbrunnen und Mühlbacher Höfe. Auf Roigheimer Gemarkung befand sich früher der abgegangene, heute nicht mehr bestehende Ort Gorsbach.

### Flächenaufteilung
Nach Daten des Statistischen Landesamtes, Stand 2014.

## Geschichte

### Überblick bis zum Ende des 18. Jahrhunderts
Archäologischen Funden zufolge war die Gemarkung Roigheims schon in der Steinzeit besiedelt. Ein vermutlich keltisches Grab fand man rund 100 m östlich der katholischen Kirche im Jahr 1952. Von 150 bis 260 n. Chr. siedelten die Römer auf Roigheimer Gebiet. Es existierten zwei Villae rusticae. Die eine befand sich in der Flur „Mittig“ beidseits der heutigen Straße nach Sennfeld und die andere in der Flur „Himmel“. Mit dem Alamanneneinfall wurden diese niedergebrannt.
Ein Reihengräberfriedhof im Bereich der heutigen Schule bezeugen die Existenz des Dorfes schon zur Merowingerzeit. Im 8. Jahrhundert gehörte Roigheim als Königsgut zum Jagstgau (Cent Möckmühl). Während der Ära der Stammesherzogtümer lag der Ort im Herzogtum Franken. Kaiser Konrad II. (1024–1039) soll den Cent Möckmühl an das Bistum Würzburg belehnt haben. 1110 wurde Roigheim als Rohinkheim erstmals erwähnt. Im 13. Jahrhundert befindet es sich im Besitz der Herren von Dürn, indessen Diensten ein Roigheimer Ortsadel für das Jahr 1275 belegt ist. 1287 gelangte der Ort in Folge eines Erbgangs an die Grafen von Hohenlohe. Kraft V. von Hohenlohe verkaufte 1445 seine Rechte in Roigheim an die Kurpfalz. Bis 1498 gelang es Pfalzgraf Philipp das Dorf vollständig unter seine Herrschaft zu bringen. Nach dem Landshuter Erbfolgekrieg von 1504 erhielt Herzog Ulrich von Württemberg das Amt Möckmühl. Dieser verpfändete es an den Bischof von Würzburg. 1525 nahmen die Roigheimer am Bauernaufstand teil. Güter im Ort besaßen die Klöster Amorbach und Seligental sowie die Herren von Adelsheim, Tumminge von Domeneck und von Berlichingen. 
Ein bereits im 16. Jahrhundert belegter Heilbrunnen bei Roigheim (Wildbadbronnen), der über die kriegerischen Zeiten des 17. Jahrhunderts in Vergessenheit geraten war, wurde 1668 wiederentdeckt, worauf sich der Ort in der Folgezeit reger Beliebtheit als Heilbad erfreute. Der württembergische Hofarzt Johann Matthäus Faber in Neuenstadt am Kocher publizierte 1669 eine Schrift über Bethesda Roeghemania.
Am 10. Mai 1719 wurde der Ort von einem verheerenden Feuer weitgehend zerstört.

### 19. und 20. Jahrhundert
Bis 1808 gehörte Roigheim zum Oberamt Möckmühl. Nach der Neugliederung des jungen Königreichs Württemberg am Anfang des 19. Jahrhunderts befand sich Roigheim 1808 bis 1810 beim Oberamt Schönthal und anschließend bis 1938 beim Oberamt (ab 1934 Kreis) Neckarsulm. Im Jahre 1869 erfolgte über die Gabelbahn zwischen Heilbronn und Osterburken der Anschluss des Orts an das Netz der Württembergischen Eisenbahn.

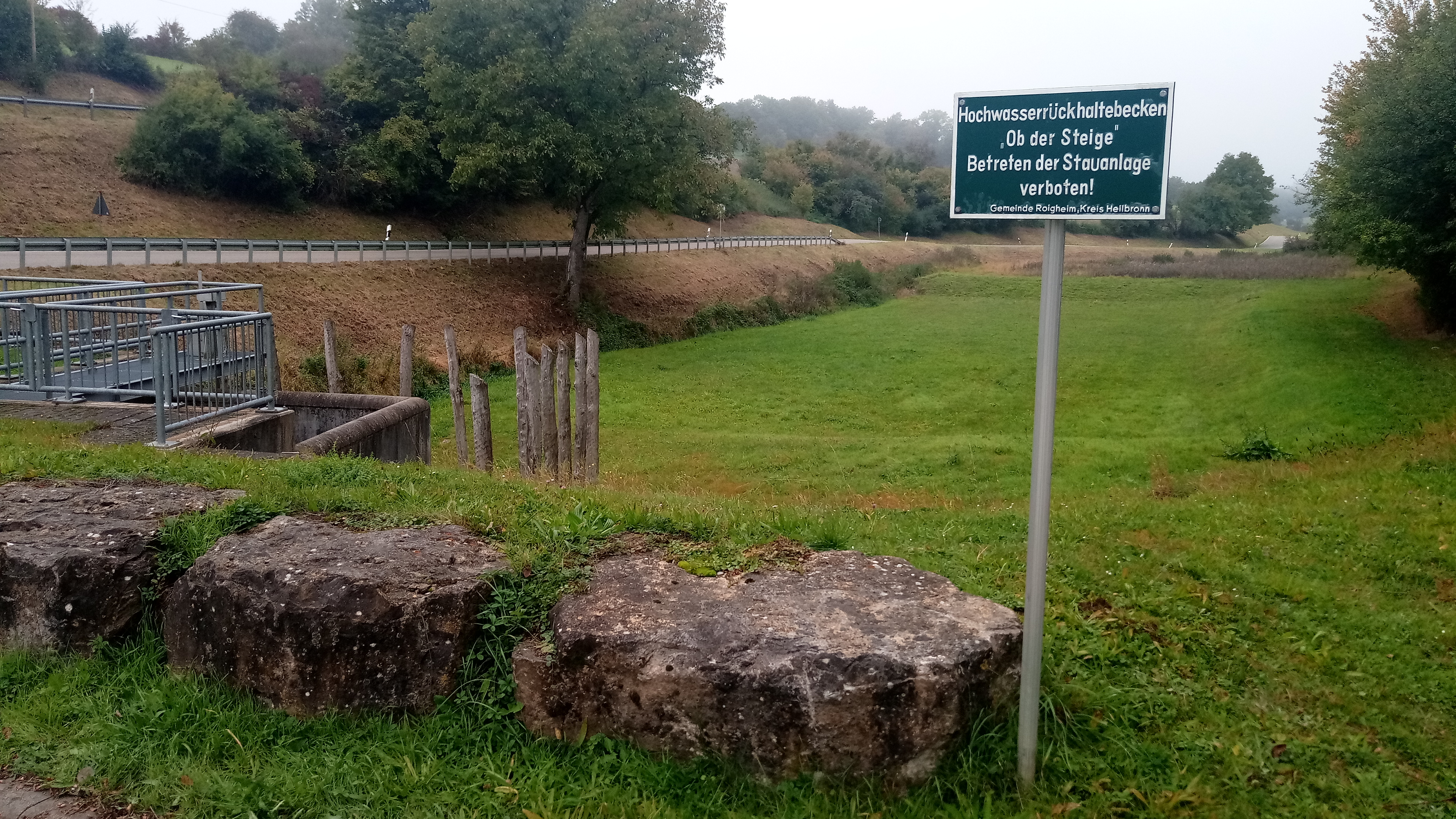
Hochwasserrückhaltebecken 'Ob der Steige'

Bei der Kreisreform während der NS-Zeit in Württemberg gelangte Roigheim 1938 zum Landkreis Heilbronn. #Von 1945 bis 1952 gehörte die Gemeinde zum Nachkriegsland Württemberg-Baden, das 1945 in der Amerikanischen Besatzungszone gegründet worden war, ab 1952 zum neuen Bundesland Baden-Württemberg. 1968 entstanden die Ortsteile Hofbrunnen und Mühlbacher Höfe.

### Religionen
Die Roigheimer Bevölkerung ist überwiegend evangelisch. Die Kirchengemeinde Roigheim gehört zu Württembergischen Landeskirche. 1992 waren 72 % evangelisch und 18 % katholisch. Noch 1907 waren 92 % der Einwohner evangelisch.

### Einwohnerentwicklung
- 1939: 0935 Einwohner
- 1945: 1214 Einwohner
- 1960: 1620 Einwohner
- 1991: 1459 Einwohner
- 1995: 1466 Einwohner
- 2005: 1469 Einwohner
- 2010: 1441 Einwohner
- 2015: 1420 Einwohner

## Politik

### Gemeinderat
Der Gemeinderat in Roigheim besteht aus den 10 gewählten ehrenamtlichen Gemeinderäten und dem Bürgermeister als Vorsitzendem. Der Bürgermeister ist im Gemeinderat stimmberechtigt. Die Kommunalwahl am 9. Juni 2024 führte zu folgendem amtlichen Endergebnis. Die Wahlbeteiligung lag bei 61,5 % (2019: 57,0 %). 
| Partei/Liste            | Stimmenanteil | Sitze  | 2019                    |
| ----------------------- | ------------- | ------ | ----------------------- |
| Freie Wählervereinigung | 6 Sitze       | 55,1 % | (2019: 56,1 %, 6 Sitze) |
| Liste Aktives Roigheim  | 4 Sitze       | 44,9 % | (2019: 43,6 %, 4 Sitze) |

### Bürgermeister
Am 5. Mai 2019 wurde Michael Grimm mit 88,8 % der Stimmen für eine dritte Amtszeit wiedergewählt.

### Wappen und Flagge

Wappen Roigheims

Die Blasonierung des Roigheimer Wappens lautet: In Silber eine durchgehende rote Quadermauer mit offenem Tor und rotem Zinnenturm. Die Flagge der Gemeinde ist Rot-Weiß.
Ein Fleckensiegel von 1796 zeigt ein Wappen mit gespaltenem Schild, darin vorne die drei württembergischen Hirschstangen, hinten ein aufgerichtetes Tier, vielleicht ein Pferd. Das Wappen war in der Art eines Familienwappens mit Helm, Helmdecken und Helmzier versehen.
Im 19. Jahrhundert tauchte erstmals eine Vorform des heutigen Wappens auf. Es war an der 1877 errichteten (1945 zerstörten) Brücke über die Seckach angebracht und ist seit 1903 auf Siegeln nachgewiesen. Die Herkunft des Wappenmotivs ist unbekannt, da Roigheim nie mit Mauern und Turm befestigt war.

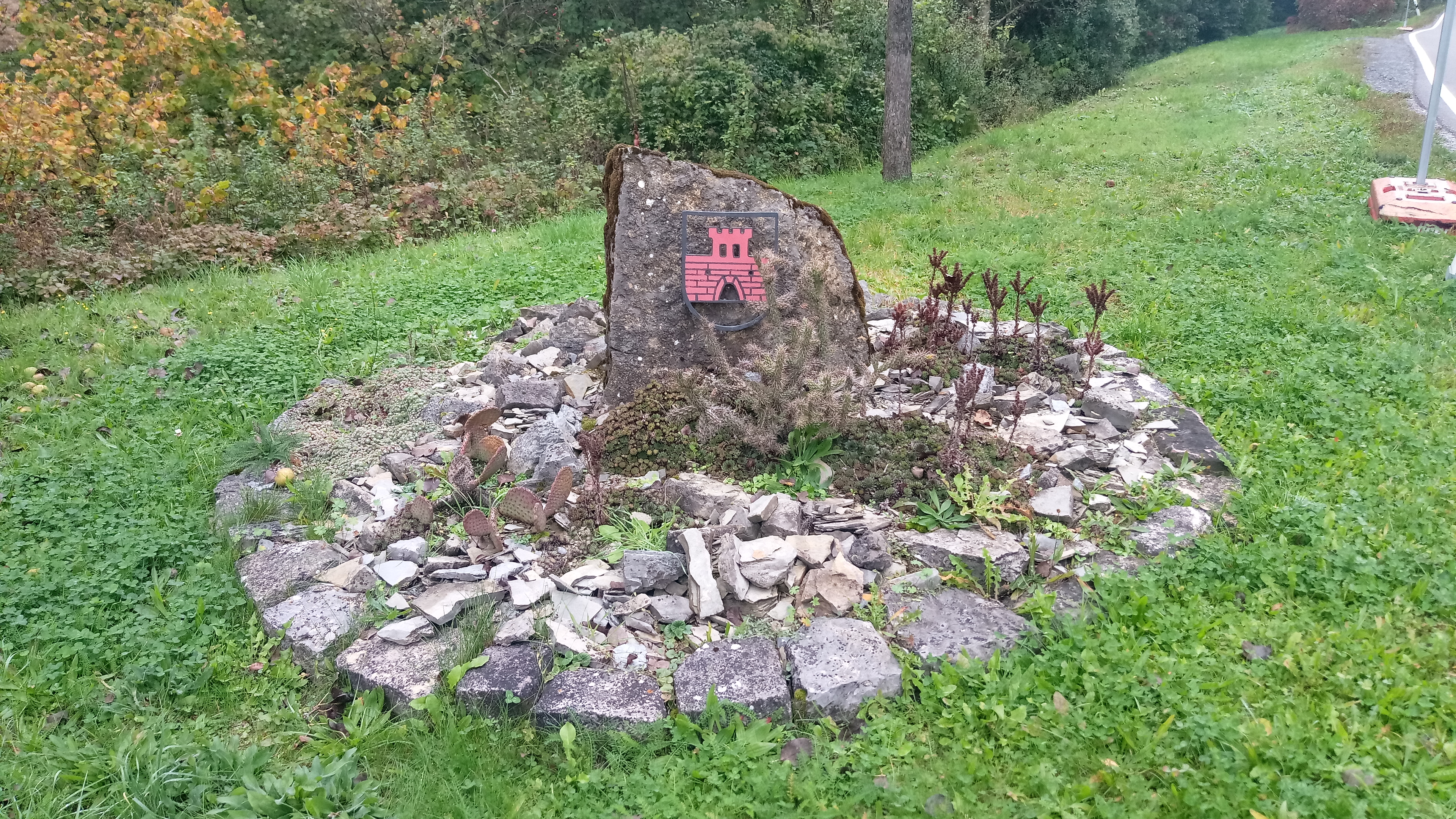
Wappenstein

Der Gründer der Roigheimer Papiermühle, Jobst Rödter, führte 1683 ein Wasserzeichen mit dem Ravensburger Doppelturm, das bedingt Ähnlichkeit mit dem heutigen Roigheimer Wappen aufweist. 1938 wurde auf Vorschlag der württembergischen Archivdirektion die heutige Gestalt des Wappens festgelegt, unter Weglassung der bis dahin über die Mauer ragenden Laubbäume. Wappen und Flagge wurden der Gemeinde am 17. November 1952 von der vorläufigen baden-württembergischen Landesregierung verliehen.

## Kultur und Sehenswürdigkeiten

### Bauwerke
Die evangelische Pfarrkirche von 1902 wurde nach Plänen von Heinrich Dolmetsch unter Verwendung des Turmes und des Chors eines spätgotischen Vorgängerbaus von 1497 errichtet. Um die Kirche befinden sich pittoreske, an den Hang des Kirchbergs gebaute bäuerliche Anwesen, die bis ins 16. Jahrhundert zurückdatieren. Das barocke Pfarrhaus in der Hauptstraße stammt von 1722. In der Nähe des Rathaus-Neubaus befinden sich ein Kriegerdenkmal sowie ein markantes bäuerliches Anwesen von 1908. Da es in der Ortschaft im Jahr 1719 zu einem großen Brand gekommen ist, haben sich nur wenige ältere Fachwerkgebäude erhalten. Die Ortsmitte wird vielmehr von Bauten des 18. und 19. Jahrhunderts geprägt, die jedoch überwiegend sehr starken Sanierungsbedarf aufweisen.

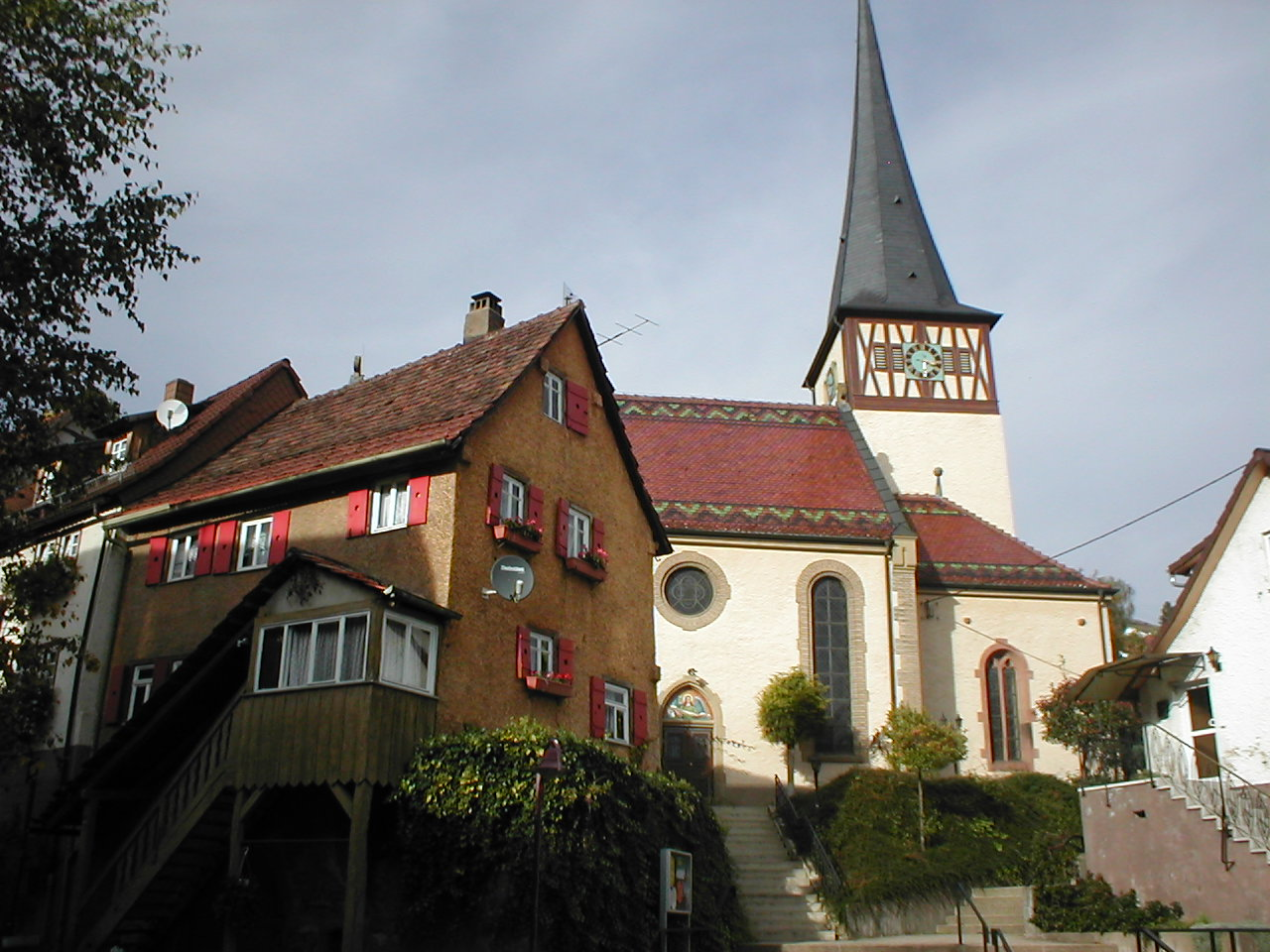
Evangelische Pfarrkirche von 1902
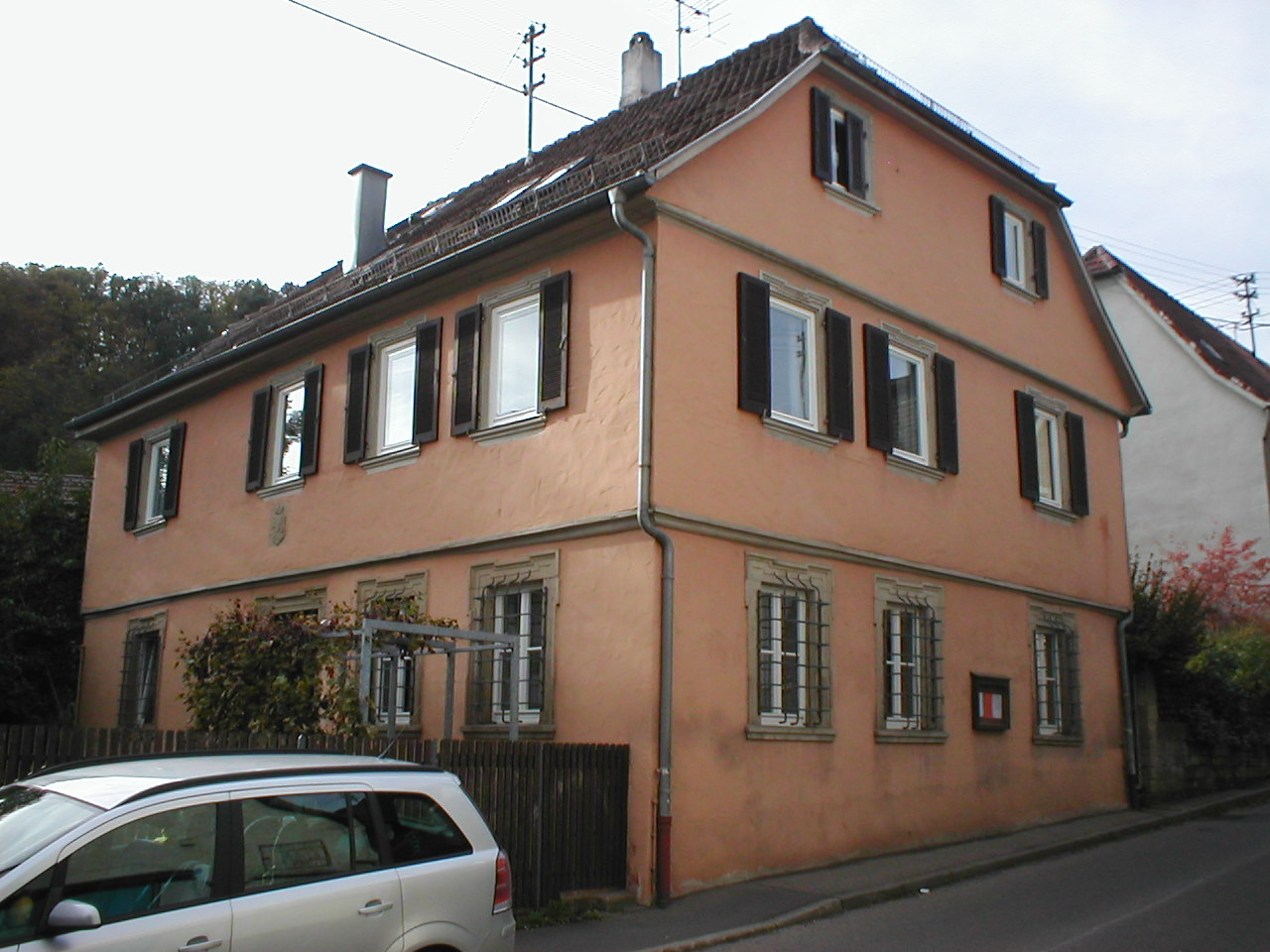
Pfarrhaus von 1722
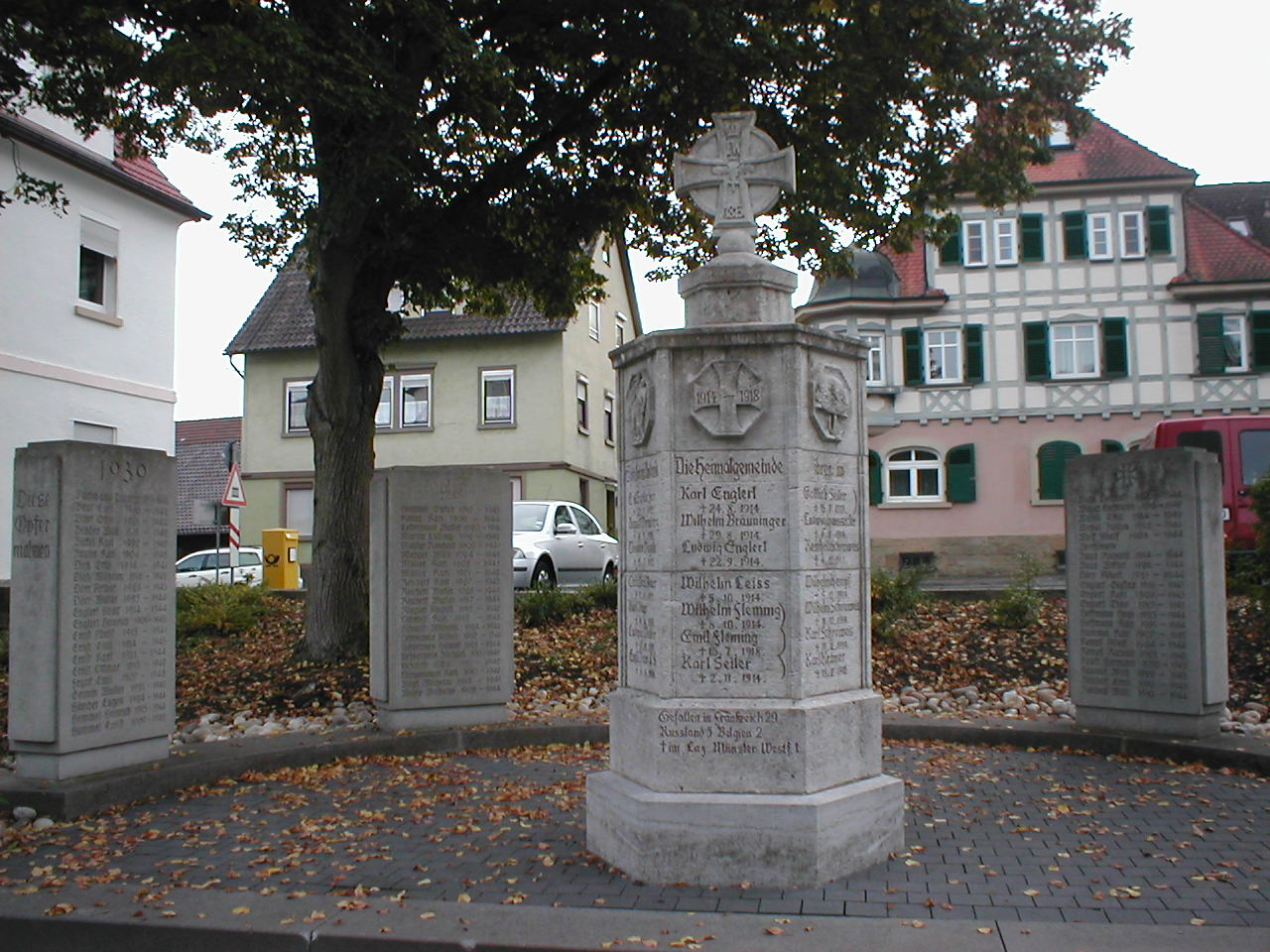
Kriegerdenkmal beim Rathaus
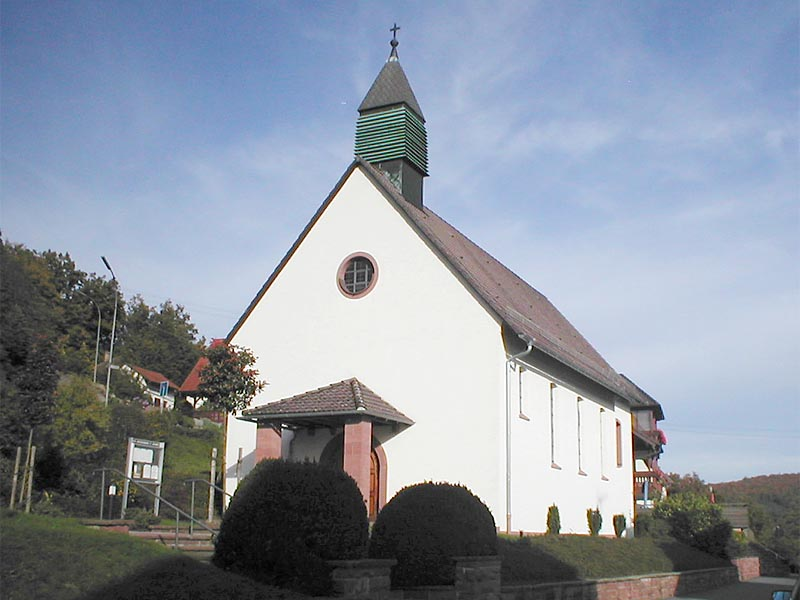
Katholische Kapelle St. Johannes

### Museen
In Roigheim gibt es ein Elektro-Museum und ein Heimat-Museum.

### Naturschutzgebiet

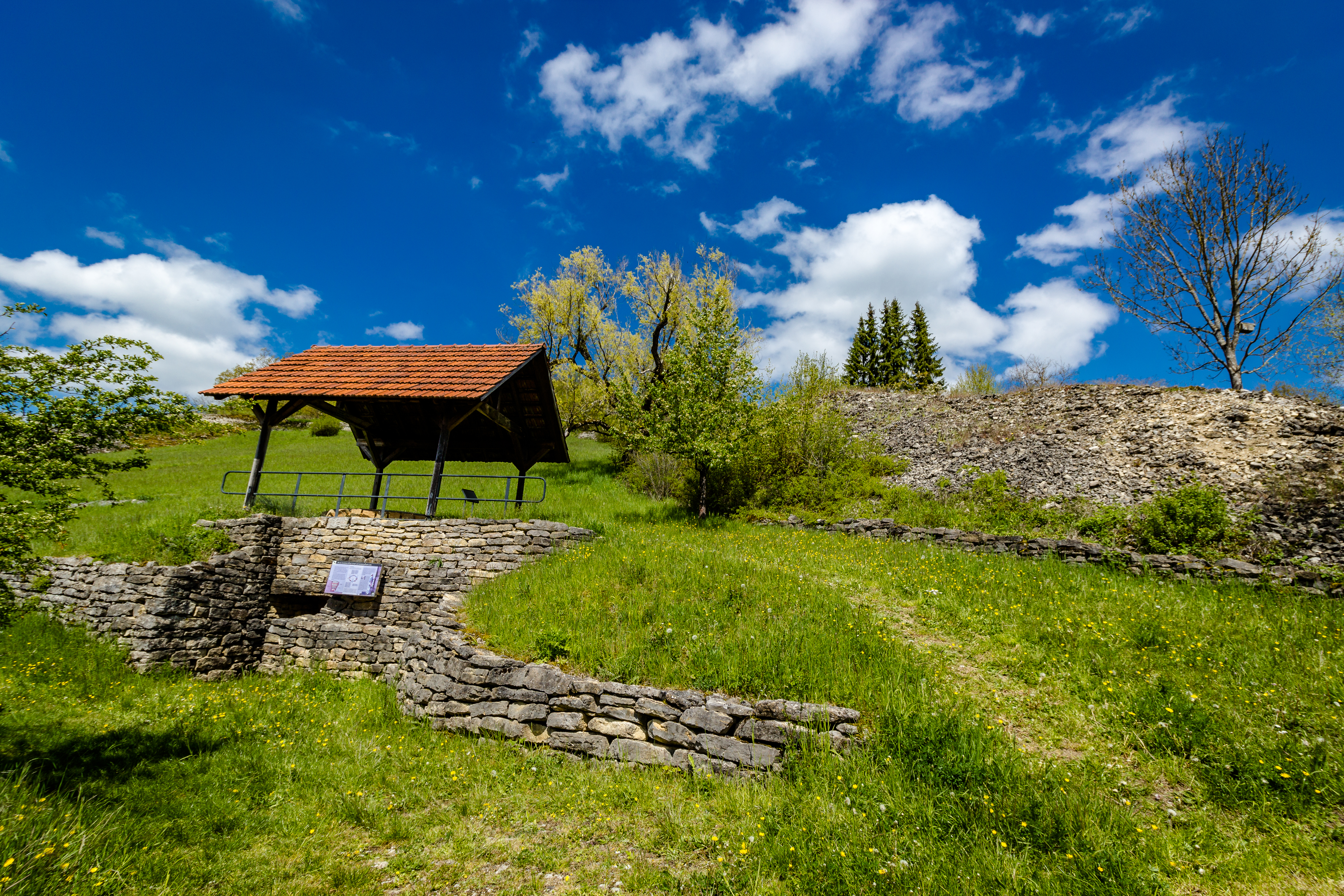
Kalkbrandofen im Landschaftsschutzgebiet Hörnle

Das im Jahr 2000 ausgewiesene Naturschutzgebiet Essigberg/Hörnle ist etwa 20 Hektar groß. Es handelt sich um einen Muschelkalkhang mit großen Trockenrasenbereichen und Trockenmauern, in dem viele seltene Orchideen-Arten wie das Helm-Knabenkraut oder die Bienen-Ragwurz vorkommen.

### Technisches Denkmal
Im Naturschutzgebiet Essigberg/Hörnle befindet sich ein als technisches Denkmal ausgewiesener alter Kalkofen, der im Jahr 2004 komplett saniert wurde. Im Oktober 2005 fand ein erster Kalkbrand statt.

## Wirtschaft und Infrastruktur
Obwohl früher hauptsächlich landwirtschaftlich geprägt, gab es mit dem Sandsteinabbau und (ab 1833) dem Gipsabbau auch in früheren Jahrhunderten bereits industrieähnliches Gewerbe. Der Gipsabbau wurde nach Aufkauf der örtlichen Gipsgruben durch die Firma Rigips nach 1970 eingestellt.

### Verkehr

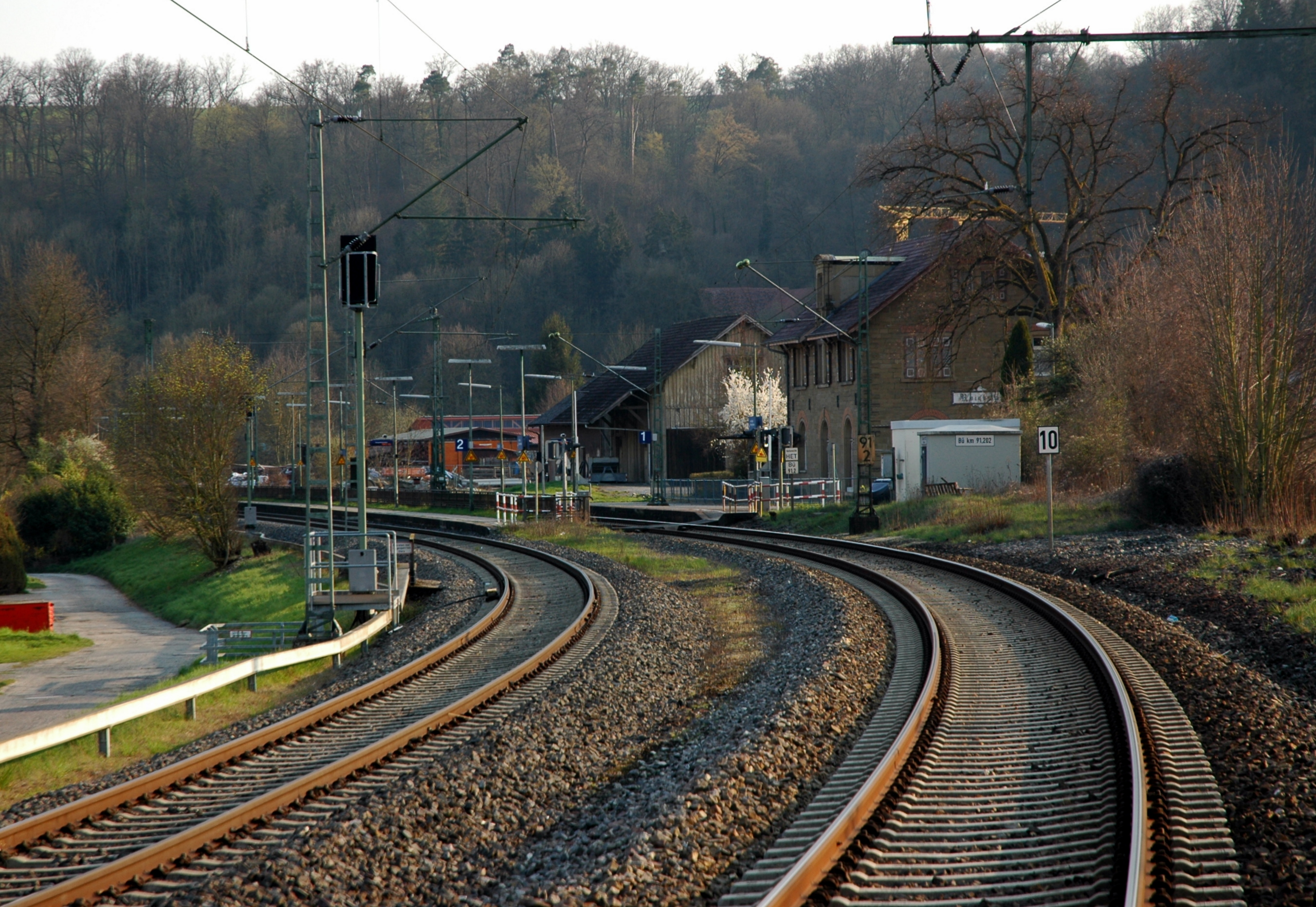
Bahnhof Roigheim

Roigheim liegt an der Frankenbahn von Stuttgart nach Würzburg. Es besteht ein ungefährer Stundentakt in Richtung Heilbronn und in Richtung Osterburken mit Regionalbahnen. Die A 81 ist über die Anschlussstellen in Möckmühl und Osterburken erreichbar.
Durch eine Alltagsroute aus dem Radnetz Baden-Württemberg ist Roigheim mit Möckmühl und in der anderen Richtung mit Adelsheim verbunden.

### Ansässige Unternehmen
Bedeutendster Arbeitgeber Roigheims ist das Unternehmen Pucaro Elektro-Isolierstoffe, das Pressspan für die Elektroindustrie herstellt und um die 250 Mitarbeiter beschäftigt. Es ging aus der 1668 von Jobst Rödter gegründeten Papiermühle hervor, der Name Pucaro ist das Kürzel für „Pressspan- und Cartonagenfabrik Roigheim“. Der Betrieb wurde 1989 von ABB aufgekauft.

### Medien
Über das Geschehen in Roigheim berichtet die Tageszeitung Heilbronner Stimme in ihrer Ausgabe N, Landkreis Nord. Das Amtsblatt der Gemeinde, die Roigheimer Rundschau, erscheint wöchentlich.

### Bildung
In Roigheim gibt es eine Grundschule. Außerdem gibt es einen Kindergarten mit drei Gruppen direkt neben der Schule.
Darüber hinaus unterhält die Volkshochschule Unterland in Roigheim eine Außenstelle.

## Persönlichkeiten

### Ehrenbürger
- Hermann Geilsdörfer (1863–1934), Vermessungsingenieur (1909)[13]
- Constantin Authenrieth (1870–1929), Unternehmer (1919)[13]
- Margarethe Arndt-Authenrieth (1903–1989), Unternehmergattin (1963)[13]
- Eugen Reichert jun. (1909–1973), Bürgermeister (1971)[13]
- Hans Dietz (* 1940),[14] Gemeinderat von 1971 bis 2009, stellvertretender Bürgermeister (2010)[15]

### Söhne und Töchter
- Otto Weber (* 22. August 1861; † 1916), Verleger, Gründer des Otto Weber Verlages
- Lisa Hartlieb (* 1. März 1887; † 16. Oktober 1951 in Düsseldorf), Grafikerin des Expressionismus